# Струве, Кирилл Васильевич
Кирилл (Карл) Васильевич Струве (нем. Karl von Struve; 1835 — 25 июня 1907) — российский астроном и дипломат, сын основателя Пулковской обсерватории — В. Я. Струве.

## Биография
Родился 14 ноября (26 ноября) 1835 года в г. Дерпте (ныне Тарту, Эстония) в семье немцев.
Получил домашнее образование: отец, В. Я. Струве, подготовил его по математике и иностранным языкам. Поступил в Санкт-Петербургский университет, который окончил в 1856 году по разряду математических наук со званием кандидата. За студенческую конкурсную работу на кафедре астрономии «Объяснить разные роды проекции географических карт и показать их относительные достоинства и недостатки» был награждён золотой медалью.
По окончании университета полтора года находился за границей[где?]. По рекомендации своего брата, О. В. Струве, был зачислен астрономом в военно-дипломатическую миссию под командованием полковника графа Николая Павловича Игнатьева (1832—1908), которая отправлялась в мае 1858 года в Бухарское и Хивинское ханства. Прошёл с миссией путь от Оренбурга вдоль северо-западного берега Аральского моря до его южной точки — Кунграда. Из-за болезни не дошёл до Хивы и Бухары — глубокой осенью вернулся домой, в Пулковскую обсерваторию.
В 1858—1860 годах вычислил долготу и широту 34 географических пунктов, определил географическое положение Оренбурга и Кунграда, а по полевым журналам лейтенанта 10-го флотского экипажа А. Ф. Можайского (1825—1890) вычислил географическое положение Бухары и Хивы. Вычисления оказались более точными, чем существовавшие ранее, и были положены в основу новой карты Оренбургского края, которую в 1860 году составляло Военно-топографическое депо Штаба Оренбургского военного корпуса.
В 1860 году по просьбе отца был определён на службу в Азиатский департамент Министерства иностранных дел. В 1862 году министерство командировало его на Западно-китайскую границу правителем дел Комиссии по установлению новой границы с Китаем. Одновременно ему было поручено руководство астрономическими и топографическими работами. По окончании работы Разграничительной комиссии был откомандирован с той же целью в распоряжение Оренбургского генерал-губернатора.
В 1863—1864 годах возглавил экспедицию на озеро Зайсан и на хребет Тарбагатай, в которой также принимал участие Г. Н. Потанин.
С 1865 года числился дипломатическим чиновником при генерал-губернаторе — сначала Оренбургском, а с 1868 года — Туркестанском. К осени 1867 года составил карту Туркестанского края в масштабе 10 вёрст в дюйме. Его астрономические определения и карты явились первыми и наиболее точными в своё время и были использованы А. П. Федченко при составлении карты Центральной Азии (1875).
В 1873 году получил назначение в Японию: был министром-резидентом (1874—1876) и посланником (1876—1882). В Токио последний раз участвовал в астрономической работе — наблюдал прохождение Венеры по диску Солнца в декабре 1874 года.
13 апреля 1878 года в Петербурге по собственному желанию из лютеранства перешёл в православие. Крещён был в церкви Скорбященской в Литейной при восприемстве М. Н. Анненкова.
С 1882 по 1892 год К. В. Струве — чрезвычайный посланник и полномочный министр в США. В 1884 году в качестве главы делегации от Российской империи принимал участие в работе Международной меридианной конференции.
С 1892 по 1905 год — посол в Нидерландах. В 1905 году ушёл в отставку.
Умер от разрыва сердца 25 июня 1907 года. Похоронен в Висбадене на русском православном кладбище.

## Семья
Жена — Мария Анненкова (18.08.1842—08.08.1889), фрейлина двора (1862); дочь директора канцелярии военного министерства Николая Анненкова от брака с Верой Бухариной. Скульптор, её работы выставлялись на трёх академических выставках. В 1868 году была избрана почётным вольным общником Императорской Академии художеств. Увлекалась коллекционированием. Сопровождая мужа в его дипломатических назначениях, Мария Николаевна повсюду делалась центром элитной части общества и умела заслужить всеобщее уважение и расположение. В период пребывания с мужем в Токио и в Вашингтоне была заметной фигурой в местных обществах, её салон посещали многие официальные лица, видные дипломаты и политики, и русские путешественники. В 1885 году по состоянию здоровья была вынуждена уехать в Европу. Умерла от туберкулёза летом 1889 года под Петербургом. В браке родились дети:
- Вера (1876—1949), фрейлина, жена полковника лейб-гв. Гусарского полка Петра Николаевича Мещерского (1869—1944), 5 детей;
- Елена (1877—1957), фрейлина, в первом браке замужем за Г. Штинграхтом (развод), потом супруга Ивана Давыдовича Орлова (1870—1918);
- Мария (26.11.1878[4]—1969), родилась в Петербурге, крещена 17 декабря 1878 года в церкви Скорбященской при восприемстве дяди М. Н. Анненкова, тетки жены купца А. В. Кремер и княгини С. Голицыной; фрейлина, супруга с 29 апреля 1898 года[6] Георгия Ивановича Шевича (1871—1966), в 1920 году семья эмигрировала сначала в Швейцарию, затем на два года в Берлин, в 1923 году семья Шевич поселилась в Париже. 3 детей,  среди которых архимандрит Сергий (в миру Кирилл Георгиевич Шевич);
- Ольга (1879—1939), фрейлина, замужем (с 12 апреля 1904 года; Висбаден) за Германом Мумм фон Шварценштейн (1872—1937), 4 детей.
- Борис (12.12.1881, Токио—1912), крещён святителем Николаем (Касаткиным) в Японии, женился на Элеоноре Слейтер из известной семьи Новой Англии, 2 детей.

## Заслуги
За 15 лет дипломатической службы на территории Российской империи К. В. Струве составил несколько карт, определил более 100 астрономических пунктов. Был избран действительным членом Императорского Русского географического общества. За труды в области географии и картографии удостоен Малой золотой медали Русского географического общества.
Удостоен государственных наград Российской империи:
- Орден Святого Станислава 1 степени (1873)
- Орден Святой Анны 1 степени с мечами (1874)
- Орден Святого Владимира 2 степени (1878)

Награды иностранных государств:
- Персидский орден Льва и Солнца 3 степени (1862)
- Японский орден Восходящего солнца 1 степени (1876)